# Prato (municipi toscà)
Prato és un municipi italià, capital de la província de Prato, a la regió de la Toscana. L'any 2005 tenia 185.538 habitants. Es troba a uns 15 km de Florència, i actualment és un dels centres tèxtil més importants d'Europa.

## Persones il·lustres
- Domenico Zipoli (1688-1726) organista i compositor